# Sørknausen
Der Sørknausen (norwegisch für Südlicher Felsvorsprung) ist ein 1920 m hoher Berggipfel im ostantarktischen Königin-Maud-Land. In der Sør Rondane ragt er als einer der Gipfel der Berrheia in der Balchenfjella auf.
Wissenschaftler des Norwegischen Polarinstituts benannten ihn 1990.